# Eagle Seagull
Eagle Seagull war eine US-amerikanische Indie-Band aus Lincoln, Nebraska.

## Bandgeschichte
Eagle Seagull wurde 2004 von Sänger und Songwriter Eli Mardock zusammen mit J.J. Idt und Mike Overfield gegründet. Zunächst spielten sie alternative Countrymusik im Stil von Wilco. Im Oktober 2004 kamen die anderen drei Bandmitglieder hinzu. In dieser Zeit begann die Gruppe mit ersten öffentlichen Auftritten in Lincoln. Die Shows sorgten in der Nebraska-Szene bald für einiges Aufsehen, so dass Brian Vaughan auf die Band aufmerksam wurde. Der ehemalige Mitarbeiter bei Sub Pop und Saddle Creek war gerade dabei, in Nashville sein eigenes Label Paper Garden Records zu gründen, und nahm Eagle Seagull für die Erstveröffentlichung seines Labels unter Vertrag. Im Oktober 2005, nur ein Jahr nach dem ersten Auftritt der Band, kam ihr selbst betitelte Debüt-Album heraus. Die Reaktionen in der Musikpresse und auf Online-Foren waren begeistert. Gegen Ende des Jahres wurde Eagle Seagull häufig in verschiedenen Best of 2005 und Bands to watch 2006 genannt. Obwohl die Band noch über keine nationale Vermarktung verfügte, musste ihr Debüt-Album immer wieder neu aufgelegt werden, so dass häufig 2006 als Erscheinungsdatum des Debütalbums angegeben wird.
In Europa wurde das bekannte deutsche Label L’age d’or – es vertrieb zu dieser Zeit unter anderem The Gossip, Metric und Tocotronic – auf die Gruppe aufmerksam und übernahm den Vertrieb, so dass im Oktober 2006 das Debüt-Album auch auf dem alten Kontinent erscheinen konnte. Daneben veröffentlichte L’age d’or die Single Photograph. Eagle Seagull erntete großen Beifall und erreichte in den österreichischen Indie-Charts Position 2 direkt hinter The Killers. Am Ende des Jahres wurde die Band in den Best of 2006 des Rolling Stone und Spex-Magazine aufgelistet und ihre Songs erschienen auf verschiedenen Kompilationen.
2010 erschien das Nachfolgealbum mit dem Titel The Year of the How-To Book auf PIAS Recordings. Produzent ist Ryan Hadlock, der schon mit The Gossip, Blonde Redhead und Stephen Malkmus zusammenarbeitete.
Am 30. September desselben Jahres gab die Band auf ihrer Facebook-Seite ihre Auflösung bekannt.
Murdock und Butler werden unter dem Namen Beauty in the Beast jedoch weiterhin zusammenarbeiten.

## Stil
Eagle Seagull passt nicht in bestehende Musikgenres, denn die Band hat ihren eigenen unverwechselbaren Sound zwischen Country, Folk und Indie-Rock. Die bekannte Indie-Band Bright Eyes, die ebenfalls aus Lincoln, Nebraska stammt, pflegt einen ähnlichen Musikstil.
Eagle Seagull spielte anfangs Alternative Country im Stil von Wilco. Erst nachdem Eli Mardock von der Gitarre an das Keyboard gewechselt hatte und im Oktober 2004 die anderen drei Bandmitglieder hinzugekommen waren, begann sich der finale Sound der Band zu entwickeln.

## Diskografie

### Alben
- 2006: Eagle*Seagull (Paper Garden Records/L’age d’or)
- 2008: Live in Hamburg 2007 (L’age d’or)
- 2010: The Year of the How to Book (PIAS Recordings)

### EPs
- 2008: I Hate EP's (Regal Beagle)

### Singles
- 2006: Photograph (L’age d’or)

### Kompilationsbeiträge
- 2006: Hello Never − Sounds - Now! (Musikexpress)
- 2006: Photograph − Untitled (Spex Magazine)
- 2008: I’m sorry but I’m beginning to hate your face − Indiecater Vol. 2 (Indiecater Records)